# にしがき
株式会社にしがき（Nishigaki Co., Ltd.）は、京都府京丹後市に本社を置き、マリントピアリゾート事業、スーパーマーケット事業、等を行う企業である。2009年から、会員制別荘の業態をスタートさせた「マリントピアリゾート」は、会員制シェア別荘界ではパイオニア的存在となっている。
京都天橋立、滋賀、兵庫淡路、千葉、山梨に旅館・ヴィラ・グランピングなどの一般宿泊施設を展開し、シェア別荘型リゾート会員権『Grande』の販売・運営、リゾートマンション・別荘地管理販売などのほか介護事業も展開するなど、幅広い事業を行っている。近年、事業の中心はスーパーマーケット事業からリゾート事業に大きくシフトしている。
2020年からは関東エリアに進出。シェア別荘『レジデンスヴィラ』も手掛ける。

## 概要

### 創業
1950年8月創業。当初は食品問屋として出発。その後、事業を法人化し、1970年頃に2代目が京都北部にてスーパーマーケット事業を開始。衣料品販売や回転寿司のほか、1989年には京都府宮津で海と山に囲まれた丹後のロケーションを活かしたリゾート地での天然温泉付きリゾートマンションや分譲別荘地を開発するマリントピア事業も展開。

### 小売事業からの脱却
2005年に、三代目西垣俊平が事業を継承。翌2006年から介護事業を開始。2014年頃にはシェアベース事業や一般宿泊事業を開始。その後、京都北部の高齢化や過疎化を考慮し、地域密着型の小売業事業から、将来性豊かな観光事業への事業転換を図る。地元住民を対象としたスーパーマーケット事業だけではなく、アクティビティ事業やリゾート事業から派生した複数の事業も展開するに至る。2020年からは関東エリアに進出し、シェア別荘『レジデンスヴィラ』を販売・運営。
スーパー事業からリゾート事業への脱皮の過程では、限られたリソースの中で最大限のパフォーマンスを発揮することを重要視し、マーケティングの内製化で費用を抑制し、設備への投資に回し充実した設備を作ることで、業界の中での競争優位性の確保を目指した。ラグジュアリー層向けの別荘事業では、80平米ぐらいの規模だと容易に作れてしまうため、200平米-300平米の大きな施設を作ることで、簡単には真似できないサービスの提供を試みるなどし他社との差別化を図った。新型コロナ渦中でも三密が避けられるアウトドアということでグランピングが好調だったことなどで、既存施設の売上げも増やし、オフシーズンでも高稼動となっている。

### リゾート事業でのビジネスモデル
グループの株式会社グランシーズは、グランピングの情報発信をするためのメディア、エンドユーザー向けWebマガジン「グランピングスタイル」と、グランピングを開業したい企業向けに参考情報を提供するB to B向けメディアサイト「グランペディア」を運営する。委託も含め、グランピング関連で約50サイトを運営するなど、グループ全体として、情報発信メディアと予約ポータルの二段構えで集客を行い、繁忙期のアクセス数は月間1千万以上に上る。グランピングはハイシーズンとオフシーズン、休日と平日の差が大きく、オフシーズンや平日をいかに埋めていくかが課題となるが、単価を維持しながら週末に売れ残りを出さない、平日に団体予約を獲得する、などの取組みで売り上げを確保。こうした直営でのノウハウの蓄積をコンサルティングに活かしている。
さらに「利益を出すオペレーション」の試みでは、飲食提供として、ノウハウのない事業者向けに地産地消の食材をセントラルキッチンで加工、完成したメニューをパッケージとして納品し、クライアント施設の客室単価の向上を図る。現場で調理・仕込みの排除は、省人化・人件費削減にも直結し、少人数で効率的なオペレーションを可能とする。10-15棟程度のグランピング施設で、通常業務はスタッフ2人で清掃時はパート5-6人を追加投入というオペレーション体制を可能とした。
社内的にはピラミッド型の組織から並列的なフラットな組織への移行などの改革に取り組んだ。

## 沿革
- 1950年（昭和25年）8月 - 西垣冷菓有限会社（にしがきれいか）として設立。
- 1970年（昭和45年） - 2代目がスーパーマーケットの事業を展開開始。最初は京都の北部に小売店舗を展開する[6]。
- 1973年（昭和48年）11月 - 株式会社にしがきに社名変更。
- 1988年（昭和63年）4月 - 宮津市日置でマリーナ経営開始。
- 1989年（平成元年）4月 - リゾートマンション10棟の開発を行う「マリントピアリゾート」を開業[4]。
- 1994年（平成6年）5月 - 本社センタービル完成。
- 1997年（平成9年）11月 - 但馬地区に初進出し、豊岡店を開店。
- 2005年（平成17年） - 三代目西垣俊平が事業を継承[6]。
- 2006年（平成18年）10月 - 介護事業に進出[6]。
- 2008年（平成20年）12月 - 舞鶴市に進出。
- 2009年（平成21年） - 養父市に進出。
- 2011年（平成23年） - CGCグループに加盟。
- 2012年（平成24年）9月 - 一部店舗で一般用医薬品の取り扱いを開始。
- 2014年（平成26年） - シェアベースの事業や一般宿泊事業を開始[6]。
- 2019年（平成31年 / 令和元年）
  - 3月 - 衣料品販売を終了。
  - 12月 - 一般用医薬品の取り扱いを終了。
- 2022年（令和4年）8月 - 廻る弁慶寿司大宮店を閉店。長年続いた「回転寿司」事業に幕を下ろした。「弁慶寿司」としては翌9月より大宮バイパス店において「お持ち帰り専門」として営業している。

## 事業内容

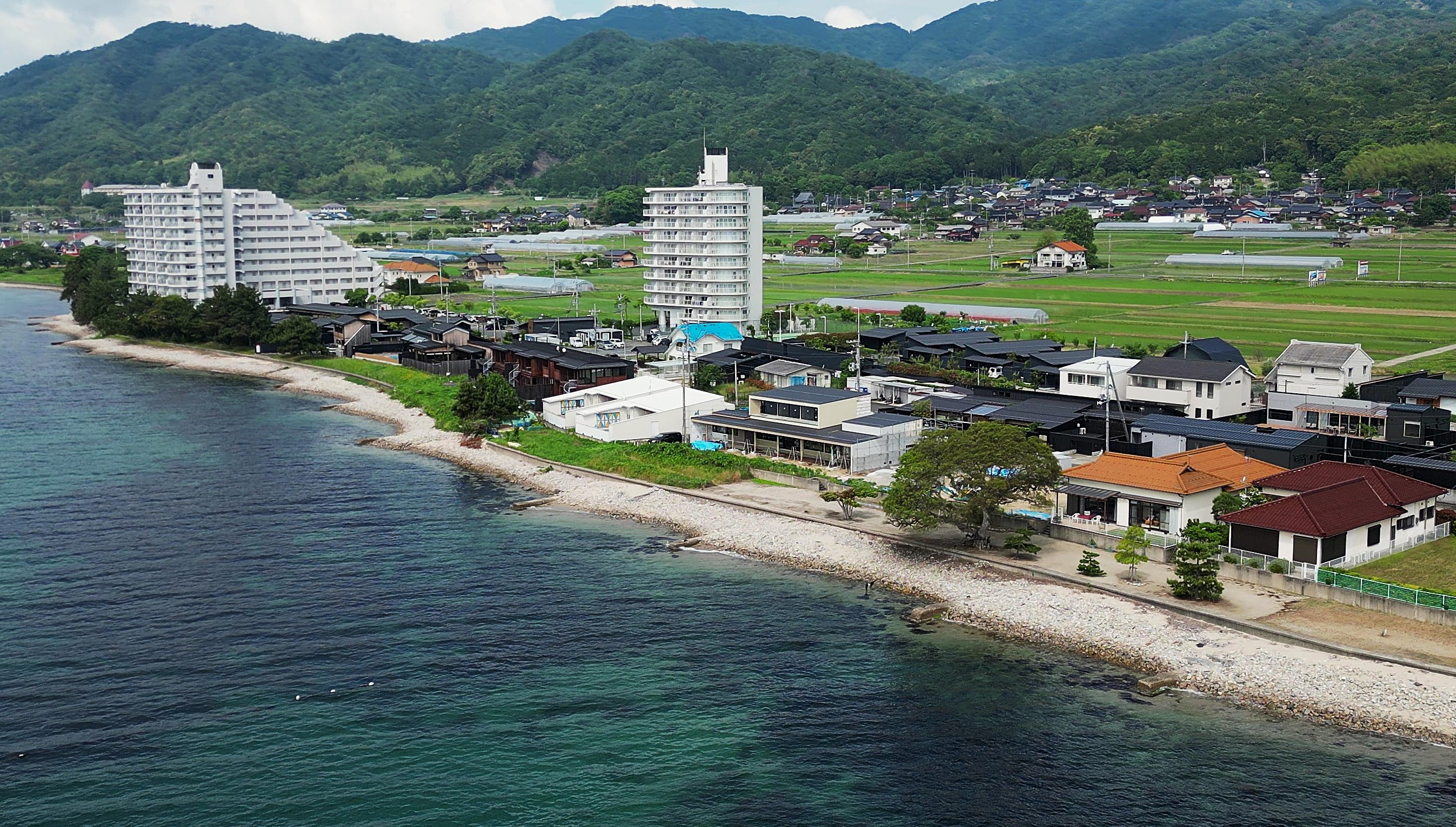
「マリントピアリゾート」は、会員制シェア別荘界ではパイオニア的存在となっている

### マリントピアリゾート
2009年から、会員制別荘の業態をスタートさせた「マリントピアリゾート」は、会員制シェア別荘界ではパイオニア的存在となっている。
Auberge Villa、Luxury Villa、Dog Resort、Glampingなど多彩な施設形態を開発、運営する。
1989年にリゾートマンション10棟の開発を行う「マリントピアリゾート」を開業。その後、茨城、千葉、山梨、京都、滋賀、兵庫の6つのエリアに280棟の宿泊施設を運営。うちの117棟が「Grande」と呼ばれる、室内面積80-130㎡、プール付きのプライベートヴィラである。利用権の購入で、全国の施設を会員料金で使用できる。ドッグラン、出張シェフサービスなど、それぞれのヴィラに特徴を持たせており、客層や、シーンに合わせて物件を用意している。
- オーベルジュ・ヴィラ
- レストラン

その地の食材を活かす“身土不二”を理念とする。寿司・和食、イタリアン、日本料理など。
- ラグジュアリー・ヴィラ

富士山中湖、千葉鴨川、千葉富津、淡路などで展開。
- ドッグ・リゾート

2012年よりプライベートドッグラン付きの宿泊施設を開発。天橋立、淡路厚浜、滋賀高島、富士山中湖、河口湖その他に展開。
- グランピング

天橋立、滋賀高島、千葉富津、富士忍野、淡路その他に展開。
- マリーナ

京都府宮津市で、北近畿エリアでは最大クラスの運営規模の3施設を運営。保管艇や自社所有する船舶は100艇を超える。
- アクティビティ・ビジネス

天橋立、琵琶湖、富士五湖などで、合計6施設を運営。
以上

### スーパーマーケット事業
1973年より食品小売業を開始。半世紀以上に渡り、地元に根差した店舗運営を続ける。京丹後市、宮津市、与謝郡に15店舗（2025年5月現在）を展開。鯖の水煮を煎ることで、独特の香ばしさを感じさせる丹後の郷土料理である“ばら寿司”作りの伝統をスーパー運営を通じ維持・継承する。

## 所在地

### 本社
京都府京丹後市大宮町口大野88

### 関東支社（品川ギャラリー）
東京都港区港南2-16-4 グランドセントラルタワー
以上

## 店舗

### 現在
全て食品販売店。

#### 宮津市

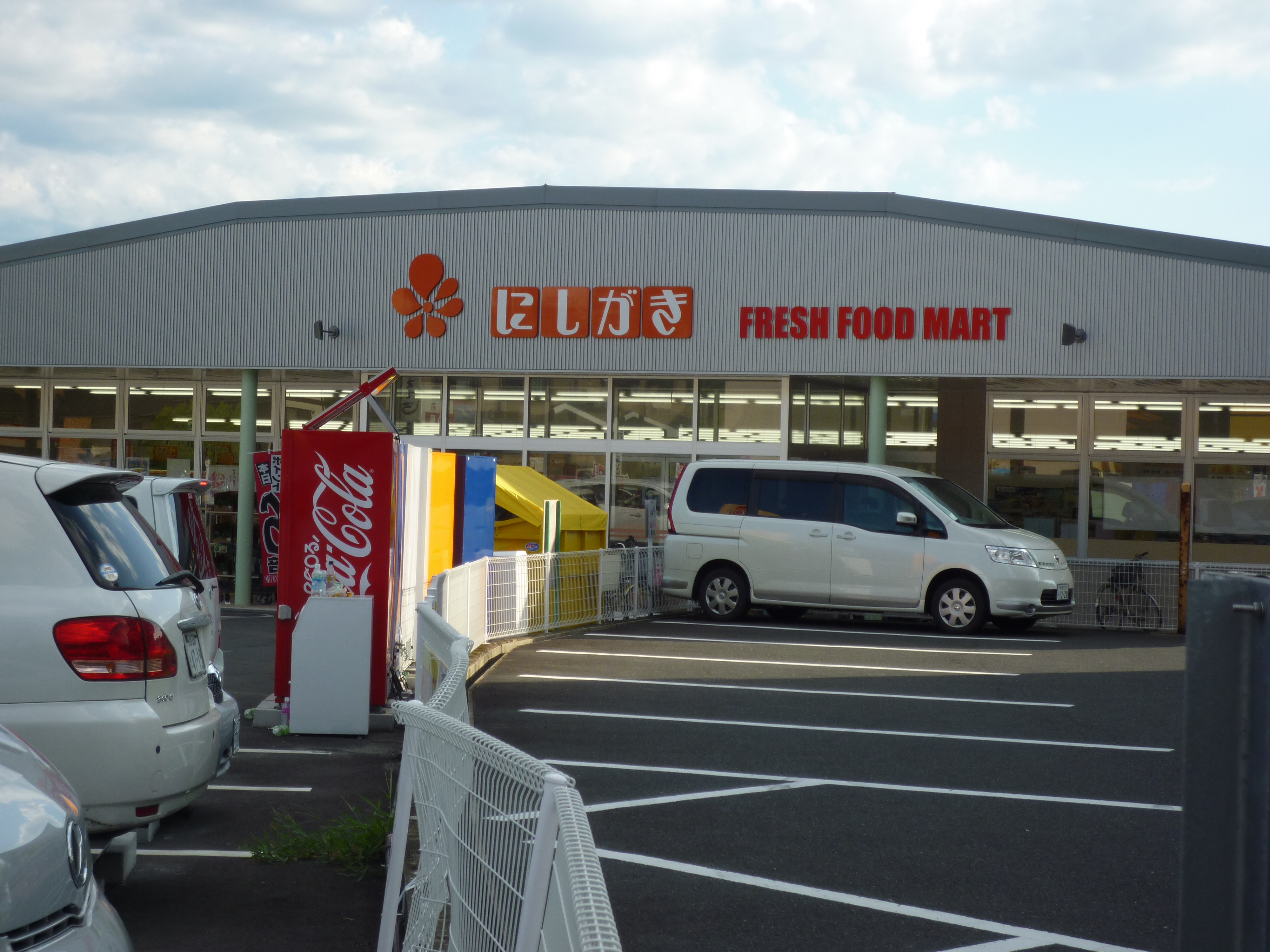
にしがき 府中店

- 宮津店
- 府中店
- 養老店

#### 京丹後市
- 大宮バイパス店
- 駅前店
- 長岡店
- 浜詰店
- 弥栄店
- 間人店
- 海部店

#### 与謝野町
- 石川店
- 加悦店

## 指定管理施設
- 弥栄あしぎぬ温泉 - 2011年4月より指定管理者となっている。